# Teracotona rhodophaea
Teracotona rhodophaea là một loài bướm đêm thuộc phân họ Arctiinae, họ Erebidae.